# Маниадакис, Константинос
Константинос Маниадакис (греч. Κωνσταντίνος Μανιαδάκης; 25 июля 1893, Софико, Коринфия, Греция — 28 февраля 1972, Афины, Греция) — офицер греческой армии и политик, получивший известность как глава службы внутренней безопасности режима Метаксаса с 1936 по 1941 гг.

## Биография
Окончил Военную академию ВВС Греции 1 октября 1916 года в звании младшего лейтенанта инженерных войск. Участвовал во Второй греко-турецкой войне. Затем, поддавшись влиянию революционеров, он в 1922 году принял участие в неудавшемся путче Леонардопулоса-Гаргалидиса, за что был уволен в запас, однако вскоре вернулся в армию по амнистии. В 1929 году он окончательно вышел в отставку в звании подполковника и занялся бизнесом.
В 1936 году Иоаннис Метаксас провозгласил диктатуру, которая стала известна как Режим 4 августа, и включил Маниадакиса в национальное правительство, назначив его заместителем министра общественной безопасности. Заняв этот пост, он создал политическую полицию асфалию, сотрудники которой задерживали политических противников режима.
Он также реорганизовал антикоммунистические отряды полиции, назначив их командиром Спироса Паксиноса, который проходил обучение в гестапо. Самой известной тактикой, применявшейся полицией при Маниадакисе, была пытка касторовым маслом, которая применялась главным образом на допросах, в результате чего его имя стало синонимичным с этой пыткой.
После смерти Метаксаса 21 января 1941 года он оставался заместителем министра в правительстве Коризиса до 20 апреля 1941 года, когда было сформировано правительство Цудероса, где, сохранив портфель министра безопасности, он также занял пост министра внутренних дел. В мае 1941 года правительство Цудероса вместе с королевской семьей покинуло Грецию и отправилось в Египет. Несколько месяцев спустя он был вынужден уйти в отставку и отправиться в Аргентину в качестве куратора греческих посольств в Латинской Америке, где он оставался до августа 1949 года, после чего вернулся в Грецию, которая находилась в состоянии гражданской войны.
Умер 28 февраля 1972 года в Афинах.